# 松島光明
松島 光明は、日本の造園系地方公務員。

## 来歴
1990年に開催された国際花と緑の博覧会では、1987年の時点で博覧会協会の出展課長代理を務めた。後に博覧会記念協会の理事となる。
大阪府土木部公園課長時代には、防災公園の整備に関与した。
2006年に、第28回日本公園緑地協会北村賞を受賞した。